# 皮茨菲爾德 (新罕布什爾州)
皮茨菲爾德（英語：Pittsfield）是一個位於美國新罕布什爾州梅里馬克縣的鎮。

## 人口
根據2020年美國人口普查的數據，皮茨菲爾德的面積為62.97平方千米，當中陸地面積為62.22平方千米，而水域面積為0.75平方千米。當地共有人口4075人，而人口密度為每平方千米65人。